# Set e setting

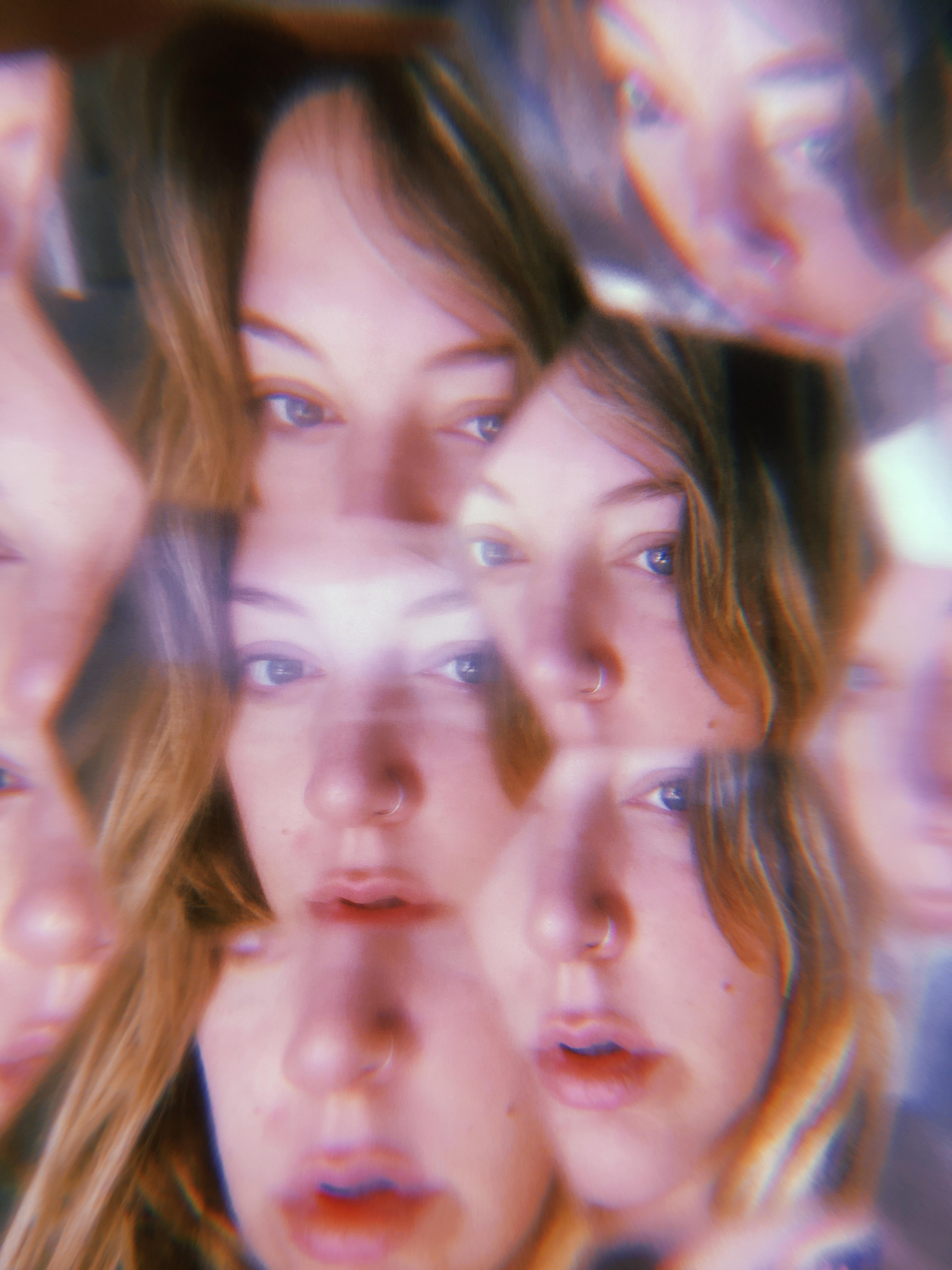
O "set" e o "setting" são críticos para evitar uma "viagem ruim" (bad trip)

Set e setting (em tradução livre: estado mental e ambiente), no contexto de experiências com drogas psicodélicas ou outras substâncias psicoativas, refere-se respectivamente às expectativas e histórico psicológico de uma pessoa ("set") e o ambiente social ("setting") onde a experiência é realizada. Set e setting são fatores que podem interferir nos efeitos das substâncias psicoativas: "Set" está relacionado ao estado mental de uma pessoa, o que inclui pensamentos, humor e outros sentimentos; enquanto "setting" se refere ao ambiente físico e social social onde a experiência ocorre. O tema é relevante para experiências com drogas psicodélicas em um contexto terapêutico e/ou recreativo, e é usado como estratégia de redução de danos.

## História
De acordo com o livro Como Mudar Sua Mente (2018) de Michael Pollan, o conceito de set e setting foi cunhado por Al Hubbard, após este visitar cerimônias com cogumelos no México. Os termos são usados pelo menos desde 1958 por Ludwig von Bertalanffy e foram popularizados por Timothy Leary em 1961, tornando-se amplamente aceitos por pesquisadores em terapia psicodélica. O psiquiatra americano Norman Zinberg [en] também discutiu esse tema de forma aprofundada em Drug, Set, and Setting: The Basis for Controlled Intoxicant Use (1984).
Devido à importância do setting nas primeiras sessões de terapias psicodélicas, Hubbard introduziu "um espaço terapêutico decorado para se assemelhar mais a uma casa do que um hospital," que passou a ser conhecido como "Hubbard Room".
Em 1966, Timothy Leary conduziu uma série de experimentos com a dimetiltriptamina (DMT) com set e setting controlados. O objetivo foi verificar se a dimetiltriptamina, então considerada principalmente uma droga associada a experiências assustadoras, poderia produzir experiências agradáveis em um ambiente de apoio.
Os conceitos set e setting também foram investigados sob uma perspectiva religiosa.
Os conceitos de set e setting foram estendidos para além dos psicodélicos. Zinberg "buscou integrar as ideias de set e setting em uma teoria de redução de danos (RD) que examinava não apenas o uso de psicodélicos, mas também drogas como álcool, cocaína e heroína" e, mais recentemente, o conceito tem sido usado para entender as circunstâncias de overdoses por opioides.

## Prática
Redes de apoio social mostraram ser particularmente importantes no resultado da experiência psicodélica. Elas são capazes de controlar ou direcionar o curso da experiência, tanto de forma consciente quanto subconsciente. O estresse, o medo, um ambiente material, social e cultural desagradável, incluindo situações de racismo ou discriminação, podem resultar em uma experiência desagradável (Má viagem). Por outro lado, uma pessoa relaxada e curiosa, em um local acolhedor, confortável e seguro, tem mais chances de vivenciar uma experiência prazerosa.
Claro, a dose da droga não produz a experiência transcendente. Ela apenas atua como uma chave química – ela abre a mente, liberta o sistema nervoso de seus padrões e estruturas habituais. A natureza da experiência depende quase inteiramente do estado mental e do ambiente. Estado mental denota a preparação do indivíduo, incluindo sua estrutura de personalidade e seu humor no momento. Ambiente é físico – o clima, a atmosfera do local; social – sentimentos das pessoas presentes umas em relação às outras; e cultural – as visões predominantes acerca do que é real. É por essa razão que manuais ou guias são necessários. Seu objetivo é permitir que uma pessoa compreenda as novas realidades da Consciência expandida, servindo como mapas para novos territórios interiores que a ciência moderna tornou acessíveis.— Timothy Leary A Experiência Psicodélica: Um Manual Baseado no Livro Tibetano dos Mortos